# ایدئالیسم هگل: خشنودی‌های خودآگاهی
ایدئالیسم هگل: خشنودی‌های خودآگاهی کتابی از رابرت بیپیپن راجع به ایدئالیسم و خودآگاهی در فلسفه هگل است که در سال ۱۹۸۹ منتشر شد.

## ترجمهٔ فارسی
این کتاب را مسعود حسینی به فارسی ترجمه کرد و برای این ترجمه، برگزیدهٔ کتاب سال دانشجویی شد.

## نقد
این کتاب در تاریخ ایده‌های اروپایی، بررسی مطالعات آلمان و مجله تاریخ فلسفه مورد بررسی قرار گرفته‌است.